# 蘭嶼芋
（學名：Schismatoglottis kotoensis）又名蘭嶼落檐、过山龙、红头芋，为天南星科落檐屬下的一个种。

## 扩展阅读
- 維基物種上的相關：蘭嶼芋